# Ночерина
«Ночерина» — итальянский футбольный клуб из города Ночера-Инферьоре, выступающий в Высшем дивизионе Профессиональной лиги, третьем по силе дивизионе чемпионата Италии.
Основан в 1910 году. Домашние матчи проводит на арене «Стадио Сан Франческо», вмещающем 9 068 зрителей.
«Ночерина» никогда в своей истории не поднималась в Серию А и лишь дважды поднималась в Серию Б; в сезоне 1947/48 она заняла в ней 12-е место (в группе С), а в сезоне 1978/79 — 18-е место. В Серии С «Ночерина» провела в общей сложности 36 сезонов.

## Известные игроки
- Сальваторе Викари
- Анджело Ди Ливио
- Бруно Джордано
- Фабио Ливерани
- Симоне Лория
- Себастьяно Сивиглия
- Массимилиано Фаррис (итал. Massimiliano Farris)

## Известные тренеры
- Пьетро Паоло Вирдис
- Луиджи Дельнери
- Паскуале Падалино
- Антонио Пасинато (1975-1976)
- Никола Чирикалло